# Droopy Maestrul Detectiv
Droopy, Maestrul Detectiv (engleză Droopy, Master Detective) este un serial american de desene animate produs de Hanna-Barbera Cartoons în colaborare cu Turner Entertainment. Premiera a avut loc pe data de 2 octombrie 1993 până pe data de 8 august 1994 pe Fox Kids, blocul de program de sâmbătă dimineața al Fox, fiind precedat de serialul Tom și Jerry în copilărie.
Premiera în România a fost pe canalul Cartoon Network și mai târziu pe Boomerang.

## Serialul
Droopy, Maestrul Detectiv este o parodie a filmelor și serialelor  polițiste, în care protagoniști sunt celebrul personaj, dulăul Droopy și fiul său, Dripple, în căutare de indicii pe străzile unui mare oraș. Serialul se compune din două episoade în care sunt prezentate aventurile lui Droopy și ale fiului său, Dripple și unul în care protagonist este Screwball, un alt personaj Tex-Avery creat în 1940. Screwball un veverițoi năstrușnic, le dă bătăi de cap îngrijitorului parcului Dweeble și dulăului său, Rumple, lucru ce îl satisface pe Screwball. 
Acest comic de situație dintre doua sau mai multe personaje antagonice, face parte din tiparele Hanna-Barbera.

## Episoade
| Nr        | Titlu român                               | Serie                 | Titlu englez                              |
| --------- | ----------------------------------------- | --------------------- | ----------------------------------------- |
|           |                                           |                       |                                           |
| SEZONUL 1 |                                           |                       |                                           |
|           |                                           |                       |                                           |
| 01        | Misterul din străfunduri                  | Droopy                | Droopy’s Deep Sea Mystery                 |
| 01        | Cum să-ți simt lipsa dacă nu pleci deloc? | Veverițoiul Screwball | How Can We Miss You If You Won’t Go Away? |
| 01        | Dragonul dispărut                         | Droopy                | Droopy And The Case Of The Missing Dragon |
|           |                                           |                       |                                           |
| 02        | Bebelușul jefuiește o bancă               | Droopy                | The Babyman Bank Heists                   |
| 02        | Seara liberă                              | Veverițoiul Screwball | Dweeble’s Night Out                       |
| 02        | Cazul din spațiu                          | Droopy                | The Deep Space Chase                      |
|           |                                           |                       |                                           |
| 03        | Arestează-l prietene                      | Droopy                | Round ’Em Up Bub                          |
| 03        | Romanța nebunaticului                     | Veverițoiul Screwball | A Screwball Romance                       |
| 03        | Cazul stelei de cinema                    | Droopy                | The Case Of The Snooty Star               |
|           |                                           |                       |                                           |
| 04        | Gangsterii monștrii                       | Droopy                | The Monster Mob                           |
| 04        | Toată lumea afară                         | Veverițoiul Screwball | Everybody Out                             |
| 04        | Sherlock Droopy                           | Droopy                | Sherlock Droopy                           |
|           |                                           |                       |                                           |
| 05        | Regina vampirilor mutanți                 | Droopy                | Queen Of The Mutant Weirdo Vampires       |
| 05        | Bulgări de zăpadă                         | Veverițoiul Screwball | Screwball Snowballs                       |
| 05        | Omul-Umbră și Porumbelul-Albastru         | Droopy                | Shadowman And The Blue Pigeon             |
|           |                                           |                       |                                           |
| 06        | Duelul detectivilor                       | Droopy                | Dueling Detectives                        |
| 06        | Veverițus Enervantus                      | Veverițoiul Screwball | Squirrelicus Obnoxiousness                |
| 06        | Sherlock Droopy este hăituit              | Droopy                | Sherlock Droopy Gets Hounded              |
|           |                                           |                       |                                           |
| 07        | Droopy și Cyborgii                        | Droopy                | Droopy And The Cyberdolts                 |
| 07        | Pickax Max                                | Veverițoiul Screwball | Pickax Max                                |
| 07        | Hei , unde-i Arnold ?                     | Droopy                | Hey! Where’s Arnold?                      |
|           |                                           |                       |                                           |
| 08        | Mătușa Snoople                            | Droopy                | Auntie Snoople                            |
| 08        | Boala demolării                           | Veverițoiul Screwball | Demolition Disorder                       |
| 08        | Mushu McWolf                              | Droopy                | Mushu McWolf                              |
|           |                                           |                       |                                           |
| 09        | Întoarcerea lui Yolker                    | Droopy                | Return Of The Yolker                      |
| 09        | Așchia nu sare departe                    | Veverițoiul Screwball | A Chip Off The Old Blockhead              |
| 09        | Mărețul McWolf                            | Droopy                | Mighty McWolf                             |
|           |                                           |                       |                                           |
| 10        | Bucuriile păstoritului                    | Droopy                | Sheep Thrills                             |
| 10        | Veverițoiul în Vestul Salbatic            | Veverițoiul Screwball | Screwball Out West                        |
| 10        | Fosila malteză                            | Droopy                | The Maltese Fossil                        |
|           |                                           |                       |                                           |
| 11        | Droopy în mlaștină                        | Droopy                | Deep Swamp Droopy                         |
| 11        | Dweeble piratul                           | Veverițoiul Screwball | Dog Breath Dweeble                        |
| 11        | Porci mistreți                            | Veverițoiul Fulger    | Hogs Wild                                 |
|           |                                           |                       |                                           |
| 12        | Cazul lui Pierre                          | Droopy                | The Case Of Pierre Le Poulet              |
| 12        | Agitație mare pe ocean                    | Veverițoiul Screwball | Commotion On The Ocean                    |
| 12        | Aligator Droopy                           | Droopy                | Alligator Droopy                          |
|           |                                           |                       |                                           |
| 13        | Rugăciune primordială                     | Șoarecele sălbatic    | Primeval Prey                             |
| 13        | Cel mai urât coșmar                       | Veverițoiul Screwball | Dweeble’s Worst Nightmare                 |
| 13        | Bătălia Super Veverițoilor                | Veverițoiul Fulger    | Battle Of The Super Squirrels             |
|           |                                           |                       |                                           |

## Legături externe
- Droopy Maestrul Detectiv la Internet Movie Database
- Droopy Maestrul Detectiv la TV.com